# ロドリゲスクイナ
ロドリゲスクイナ（学名：Aphanapteryx leguati）は、ツル目クイナ科に属する鳥類の1種である。絶滅種。インド洋西部のロドリゲス島に生息していた。体色は灰色、飛べない。標本は残っていない。

## 絶滅の経緯
1691年にロドリゲス島にフランスから亡命した新教徒（ユグノー）の一団が住み着いた。その一団の指導者がロドリゲスドードーその他の発見者でもあるから、ロドリゲスクイナもそのときに発見された可能性が高い。18世紀にフランスが本格的な植民を開始したしばらく後、1726年に絶滅した。原因はネズミなどによる食害と食用としての乱獲によるものとされる。肉は美味だったという。